# SAVE (CP/M)
SAVE – dyrektywa rezydentna systemu CP/M, zlecająca zapisanie określonego obszaru pamięci operacyjnej w pliku dyskowym.
Dyrektywa ta ma następującą postać:
SAVE n [X:]nazwa jednoznacznazapisanie n stron pamięci operacyjnej z obszaru TPA
Powyższym poleceniem można zapisać n stron pamięci operacyjnej do pliku. Typowym zastosowaniem dyrektywy SAVE jest zapisanie poprawionego przy pomocy zlecenia DDT programu. Ponieważ zamiany wprowadzone w kodzie, w czasie pracy z programem DDT nie są automatycznie zapamiętywane w pliku, wymagają zapisania. Służy do tego przedmiotowa dyrektywa SAVE. Zapisany program jest programem wykonywalnym z rozszerzeniem COM i może być wywoływany bezpośrednio z linii poleceń systemu tak jak dyrektywy nierezydentne czy programy użytkowe.
Należy wyjaśnić, iż dyrektywa SAVE zapisuje n stron pamięci z obszaru TPA, tzn.:
TPAz ang. transient program area; obszar pamięci wydzielony przez system operacyjny CP/M do przechowywania programów systemowych i użytkowych, obszar ten rozpoczyna się od adresu 100H
stronazwarty obszar pamięci operacyjnej o wielkości 256 bajtów
Liczbę zapisywanych stron n podaje się w postaci liczby dziesiętnej.